# Benso(a)pyren
Artikelns titel kan av tekniska skäl inte återges korrekt. Den korrekta titeln är Benso[a]pyren.

Benso[a]pyrens strukturformel.

Benso[a]pyren eller bens[a]pyren, C20H12 , är en cancerframkallande PAH-förening som uppkommer bland annat i samband med vedeldning . Ämnet är ett av flera isomera bensopyrener eller benspyrener.
Det betraktas som ett mycket giftigt ämne. I Sverige finns det förslag från Naturvårdsverket på att införa straffavgifter eller bidrag för att minska användandet av äldre vedpannor då dessa står för en stor del av det samlade utsläppet. Benso[a]pyren beräknas orsaka 5 000 dödsfall per år i Sverige .